# Магуайр, Кевин
Кевин Магуайр (англ. Kevin Maguire; род. 9 сентября 1960) — американский художник комиксов, наиболее известный работами над такими сериями, как Justice League, Batman Confidential, Captain America, и X-Men.

## Награды и признание
В 1988 году Магуайр получил награду Russ Manning Best Newcomer Award. В том же году он был номинирован на премию Айснера в категории «Best Art Team» за работу над Justice League International #1. В 2004 году его работа Formerly Known as the Justice League выиграла премию Айснера в категории «Best Humor Publication».
Комик и телеведущий Сет Мейерс назвал Магуайра своим любимым художником комиксов. Сценарист Марк Андрейко похвалил Магуайра, отметив, что он подходит для любого проекта. Он также назвал его недооценённым гением.
В 2022 году Дэвид Харт из Comic Book Resources включил Магуайра в список «10 самых влиятельных современных художников DC» за его труды над Justice League International.